# کایراکوو
کایراکوو (انگلیسی: Kayrakovo) یک شهرک در شهرستان میشکینسکی استان باشقیرستان کشور روسیه است.